# Ashland (paroisse des Natchitoches, Louisiane)
Pour les articles homonymes, voir Ashland.
Ashland est un village de la paroisse des Natchitoches, dans l'État de Louisiane, aux États-Unis,. En 2020, il compte une population de 194 habitants.

## Démographie
Lors du recensement de 2010, le village comptait une population de 269 habitants, tandis qu'en 2020, elle s'élève à 194 habitants.